# 稲庭桂子
稲庭 桂子（いなにわ けいこ、1916年（大正5年）12月18日 - 1975年（昭和50年）10月24日）は、日本の紙芝居作家で保育紙芝居の提唱者。童心社創業者。結婚後の本名は村松桂子。稲庭桂子の筆名で活動を続けた。

## 経歴

### 生涯

#### 終戦まで
稲庭桂子は1916年（大正5年）12月18日に岩手県盛岡市で生まれた。1928年（昭和3年）、桂子が12歳の時に、朝日新聞の記者であった父稲庭謙治が東京本社詰になり東京府世田谷区に移る。1934年（昭和9年）、18歳で、青山女学院を卒業。劇作家を志し亀屋原徳に師事。稲庭桂子の筆名で紙芝居の脚本も手掛けた。1942年（昭和17年）、25歳で日本教育紙芝居協会に入社。当時は日中戦争から第二次大戦に至る時代で、稲庭も国策に沿う紙芝居を書くことが求められる時勢であった。

#### 第二次大戦後
1948年（昭和23年）、稲庭は紙芝居関係者に広く呼び掛けて民主紙芝居人集団を組織、委員長に佐木秋夫、そのほか教育系紙芝居の堀尾青史、高橋五山、相馬泰三、街頭紙芝居系の加太こうじ、永松健夫、松井光義らが参加し、稲庭は事務局長となる。1949年（昭和24年）、「ねむらぬくに」で文部大臣賞受賞。その後、民主紙芝居人集団は分裂、発展的解消をして、1950年（昭和25年）、教育紙芝居研究会を組織した。同年、稲庭桂子脚本・岩崎ちひろ絵による「お母さんの話」で文部大臣賞受賞。1952年（昭和27年）「平和のちかい」を制作。翌年7月、村松金治と結婚し、1954年（昭和29年）10月、長男恒平を出産。1956年（昭和31年）「教育紙芝居」を編集。1957年、夫の金治、編集者の渡辺泰子など４人で童心社を設立し、編集長となる。
1975年（昭和50年）10月24日、肺がんで死去、58歳。

## 作品・著作

### 紙芝居作品リスト（戦時中）
戦時中には、以下の作品を制作した（画家、制作年月）。
- 「ピーチャントコドモタチ」（籠宮歌二、1942.4）
- 「江戸ッ子寅さん」（浦田重雄、1942.5）
- 「父」（野々口重、1942.8）
- 「戦時お台所設計図」（浦田重雄、1942.8）　原作は金子しげり
- 「備えあれば」（不明、1942.9）
- 「ばら物語」（宇田川種治、1942.9）　原作は大村介三
- 「海の母」（小谷野半二、1943.1）　原作は永見隆二
- 「凧あげ」（羽室邦彦、1943.1）
- 「櫛」（小谷野半二、1943.4）
- 「村は戦っている」（不明、1943.5）
- 「妻」（西正世志、1943.7）
- 「あなたもわたしも」（不明、1944.9）

### 紙芝居作品リスト（戦後）
主な作品は以下のとおり。
- アンデルセン,稲庭桂子,岩崎ちひろ「おかあさんのはなし」童心社
- アンデルセン,稲庭桂子,岩崎ちひろ「お月さまいくつ」童心社
- アンデルセン,稲庭桂子,岩崎ちひろ「雪の女王」童心社
- アンデルセン,稲庭桂子,向井康子「はくちょう」童心社
- イソップ,稲庭桂子,長島克夫「のねずみとまちのねずみ」童心社
- カルチンキ,稲庭桂子,長島克夫「おかあさんのかお」童心社
- グリム,稲庭桂子,佐竹美保「ねむりひめ」童心社
- グリム,稲庭桂子,富永秀夫「こびととくつや」童心社
- グリム,稲庭桂子,輪島みなみ「ねむりひめ」童心社
- 稲庭桂子,佐藤忠良「平和のちかい「原爆の子」より」童心社
- 稲庭桂子,瀬名恵子「くまちゃんのあんよ」童心社
- 稲庭桂子,西原比呂志「ちいさなちいさなたまごから」童心社
- 佐藤美貴,稲庭桂子,富永秀夫,子どもの文化研究所「みぎのくつ・ひだりのくつ」童心社
- 佐藤利清,稲庭桂子,久住卓也「ばいきんこわいぞ」童心社
- 松谷みよ子,稲庭桂子,鈴木未央子「モモちゃんとかた目のプー」童心社
- 豊島与志雄,稲庭桂子,桜井誠「ハボンスのしゃぼん玉」童心社

### 単行書
- 『紙芝居 : 創造と教育性』（堀尾青史、稲庭桂子編）童心社、1972 全国書誌番号:71011667